# Artibeus concolor
Artibeus concolor — вид родини листконосові (Phyllostomidae), ссавець ряду лиликоподібні (Vespertilioniformes, seu Chiroptera).

## Середовище проживання
Країни поширення: Болівія, Бразилія, Колумбія, Еквадор, Французька Гвіана, Гаяна, Перу, Суринам, Венесуела. Зустрічаються у вологих районах від 100 до 1000 м над рівнем моря — в тропічних вологих лісах, включаючи розріджені ліси. 

## Морфологія
Середня маса 18,3 гр для самців і 20 гр для самиць. Нема смуг на обличчі. Шерсть довга (8-10 мм) і шовковиста, темно-коричнева на спині і світліша на голові і плечах. Сіре волосся біля основи, жовтувате в середині і коричневе на кінцях. Вуха, ніс і мембрани крила чорні. 

## Життя
Їсть в основному плоди. 